# Aspasia (Orchideen)
Die Gattung Aspasia aus der Familie der Orchideen (Orchidaceae) umfasst acht Pflanzenarten, die in Mittelamerika und Südamerika von Guatemala bis Brasilien beheimatet sind. Die kleinen, ausdauernden Pflanzen wachsen epiphytisch.

## Beschreibung
Alle Arten dieser Gattung bilden an einem kriechenden Rhizom in kurzem Abstand Pseudobulben. Diese sind länglich oval, seitlich stark zusammengedrückt mit einem Grat auf jeder Seite, am Grund kurz gestielt. Die Pseudobulben sind von laubblattartigen Niederblättern umgeben, an der Spitze der Pseudobulben sitzen je ein oder zwei Laubblätter. Die Blätter sind glatt und in der Knospe längs der Mitte gefaltet. Die Blattform ist lanzettlich, am Grund schmal zulaufend.
Der wenigblütige, traubige Blütenstand erscheint seitlich aus der Basis der Pseudobulben und überragt die Blätter nicht. Die resupinierten Blüten weisen gleich geformte, schmale Sepalen und Petalen auf, die frei oder an der Basis miteinander verwachsen sein können. Die Petalen sind etwas kleiner als die Sepalen. Die Lippe ist undeutlich dreilappig und mit der unteren Hälfte der Säule verwachsen, der freie Teil knickt dann senkrecht zur Säule ab. Die Säule selbst ist gerade, das Staubblatt steht an ihrem Ende und enthält zwei Pollinien. Diese sind über ein Stielchen mit einem rundlichen Haftorgan (Viscidium) verbunden.

## Verbreitung
Die Arten der Gattung Aspasia haben eine weite Verbreitung von Guatemala über den Norden Südamerikas bis nach Brasilien, Kolumbien und Ecuador. Sie wachsen dort als Epiphyten in feuchten Regenwäldern der Tieflagen.

## Taxonomie und Systematik
Die Gattung Aspasia wurde 1832 von John Lindley in Genera and Species of Orchidaceous Plants Seite 139 erstveröffentlicht. Lindley verwendete gern antike Frauenpersonen für seine Gattungsnamen. Hier bezog er sich auf die griechische Philosophin und Frau des Perikles Aspasia von Milet (ca. 470 v. Chr. – ca. 420 v. Chr.).
Innerhalb der Unterfamilie Epidendroideae wird die Gattung Aspasia in die Tribus Maxillarieae und dort die Subtribus Oncidiinae eingeordnet.
Es wurden folgende acht Arten in dieser Gattung beschrieben:
- Aspasia epidendroides Lindl. (1834): Mittelamerika bis Kolumbien.[4]
- Aspasia lunata Lindl. (1836): Nordöstliches Bolivien bis Brasilien.[4]
- Aspasia lyrata (Vell.) Rchb.f. (1852): Brasilien. Sie wird auch als Epidendrum lyratum Vell. in die Gattung Epidendrum gestellt.[4]
- Aspasia omissa Christenson (2004): Kolumbien.[4]
- Aspasia principissa Rchb.f. (1852:) Mittelamerika bis Kolumbien und Brasilien.[4]
- Aspasia psittacina (Rchb.f.) Rchb.f.: (1878) Ecuador.[4]
- Aspasia silvana F.Barros (1989): Brasilien.[4]
- Aspasia variegata Lindl. (1836): Trinidad bis zum nördlichen Südamerika und bis Brasilien.[4]

## Kultur
Gelegentlich sind diese Arten in Kultur zu finden, etwa Aspasia lunata. Sie benötigen relativ hohe Temperaturen bei gleichmäßiger Feuchtigkeit.

## Bilder

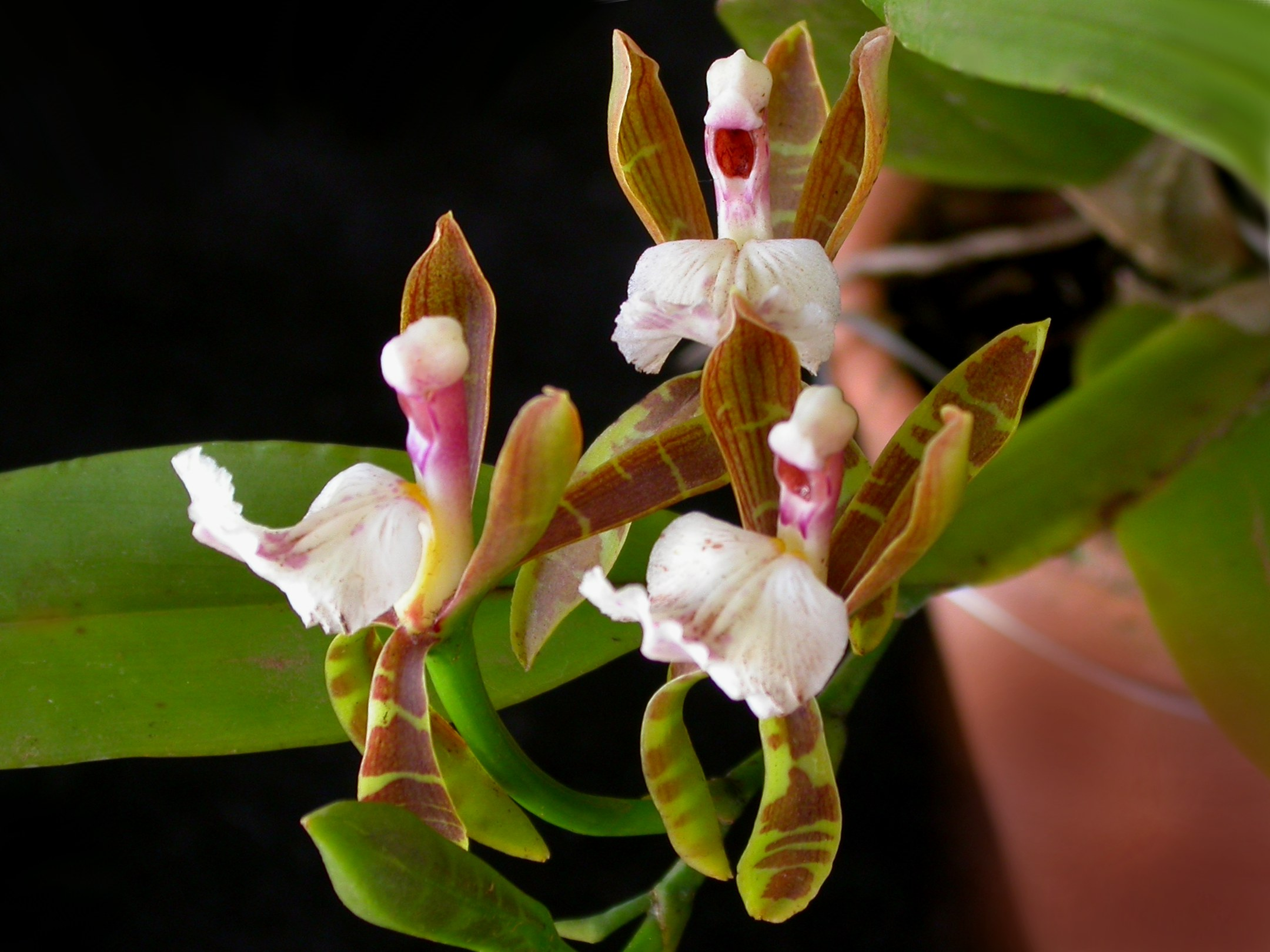
Aspasia epidendroides
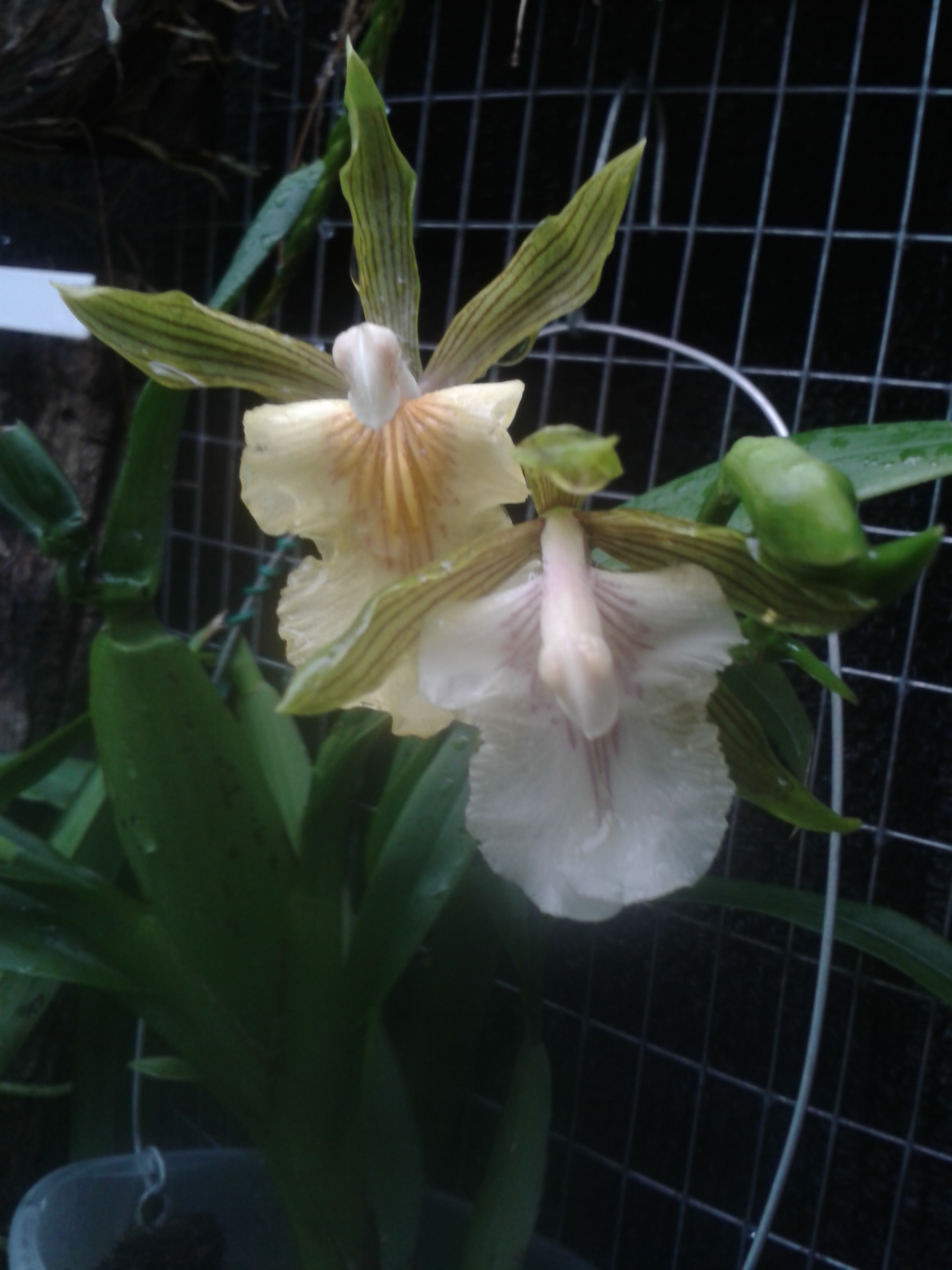
Aspasia principissa
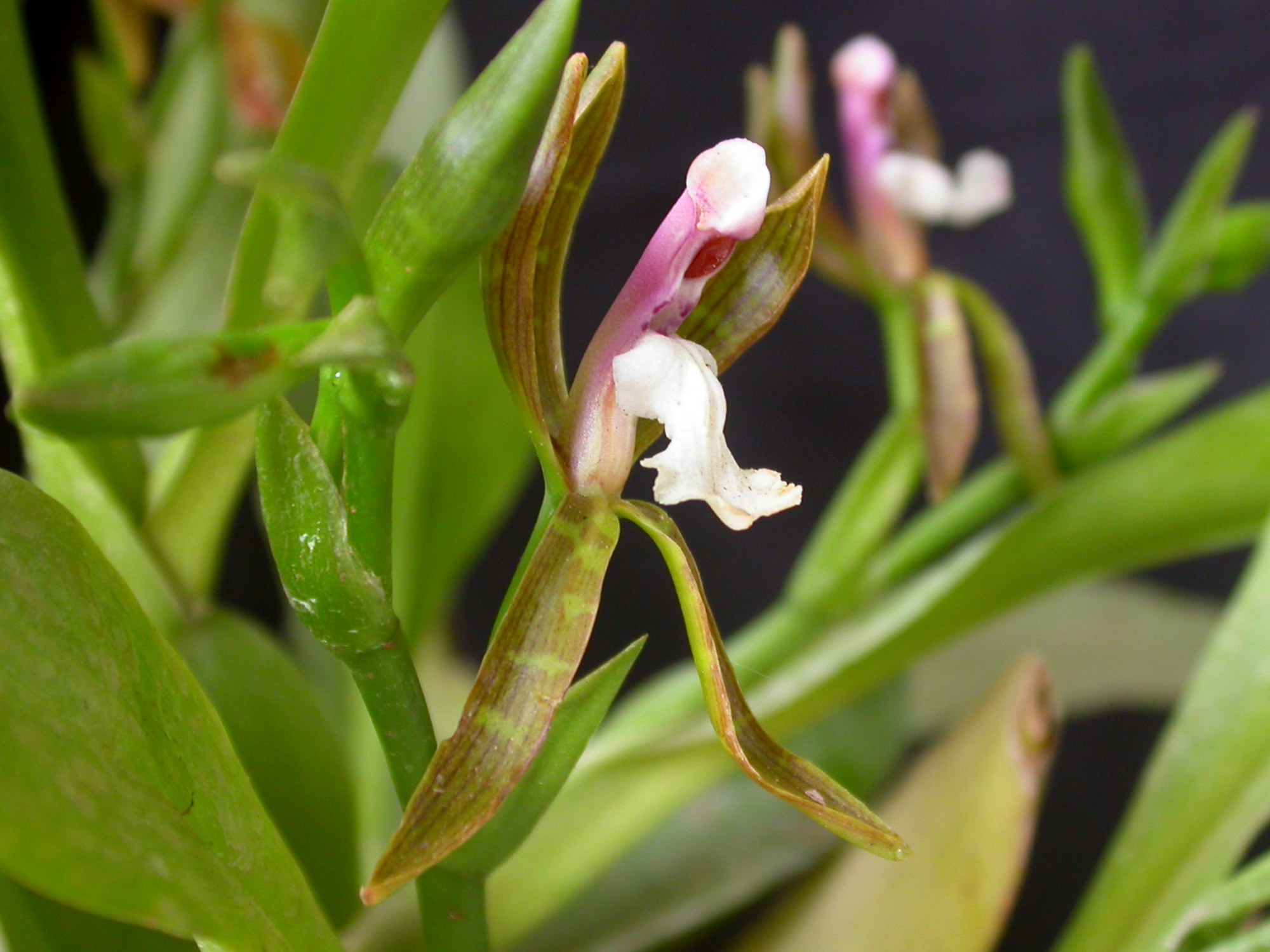
Aspasia psittacina
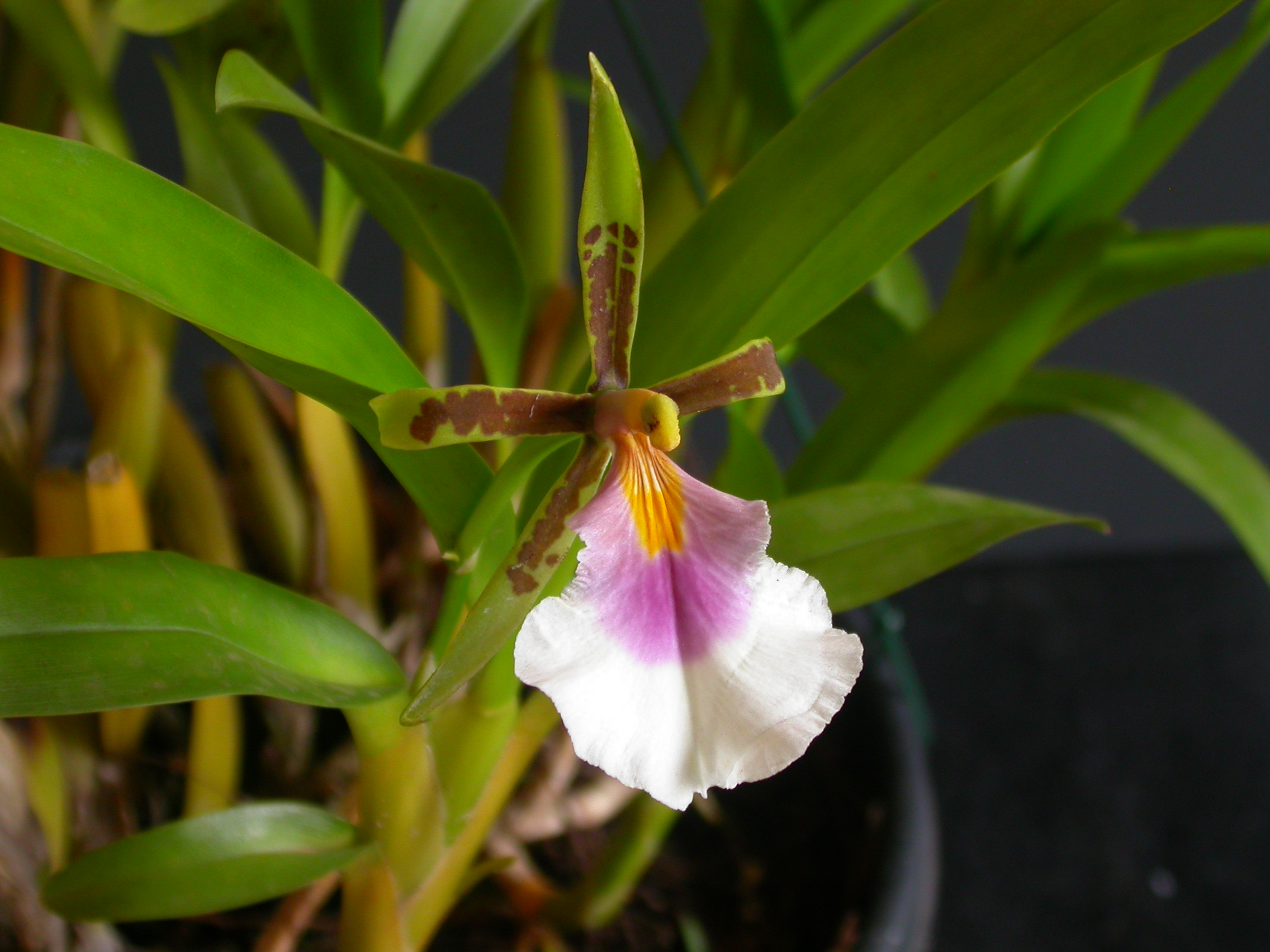
Aspasia silvana
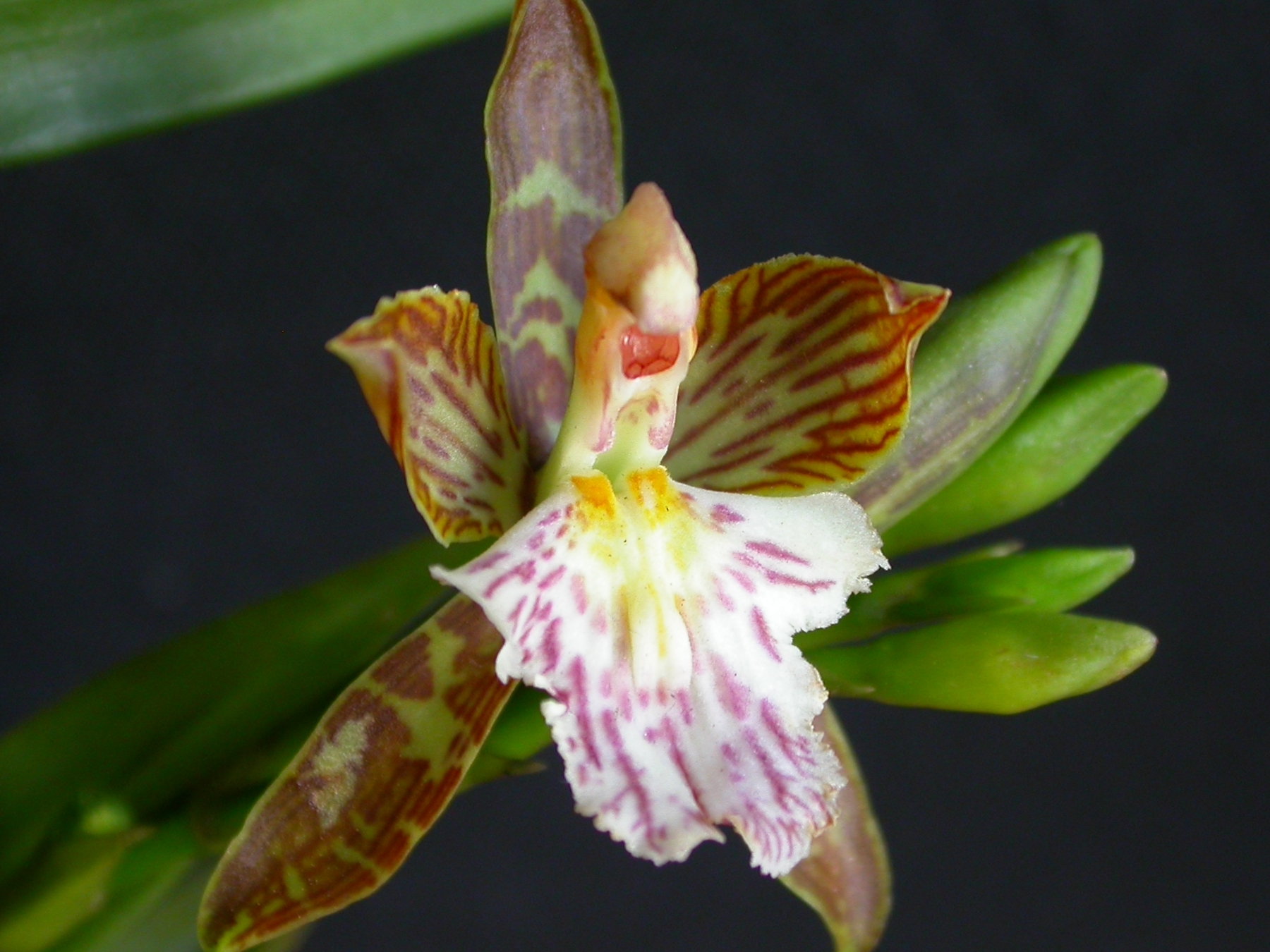
Aspasia variegata